# Mézes család
A debreczeni Mézes család a XV. század második felében bukkan fel az akkori Magyar Királyság egyik legjelentősebb városának, Debrecennek a polgárságának soraiban. Feltételezhetően a mézesi Mézes vagy méhkereki Mézes család egyik ágáról lehet szó, de jelenleg levéltári források hiányában kapcsolat nem állapítható a családok között.

## A család története
Debreczeni Nagy aliter Mézes János feleségével, Katalinnal és gyermekeivel, Andrással, Ferenccel, Annával, Ilonával, Borbálával 1610. április 6.-án nyert címeres nemeslevelet Báthori Gábor erdélyi fejedelemtől. András hamarosan Doboka vármegyében birtokos, 1625-ben már Rettegen említik az összeírások. Később a fejedelem mezei hadainak hadnagya, mígnem 1636. július 10-én hősi halált halt Huszt vára alatt. 
Mézes András fiai közül, Mézes András 1644-ben Regéc kapitánya, aki vélhetően a politikai viszonyok változása miatt királyi területre Veszprém vármegyébe telepszik, míg testvére Mihály és leszármazottai továbbra is Erdélyben maradtak. Egy fiát, szintén Andrást ismerjük, aki 1686-ban Buda visszavételekor a Pápai Gyalog Nemesség zászlótartója. Ekkoriban a család Pápán, Takácsiban birtokos.
Mézes András unokája, Mézes János igazolja nemességét 1725-ben és 1728-ban, Csurgay Évától született gyermekei közül Mézes Mihály Sopron vármegyébe települ és megalapítja a család zsirai ágát. A zsirai ágon nevezetes Mézes József, aki a Magyar Királyi Darabont Testőrségnél szolgált, illetve az ő fiai, Miklós (1920–2019) Barankovics-párti képviselő (1947–1949), ifj. Mézes József (1913-2000) plébános, veszprémi püspöki tanácsos, míg másik dr. Mézes Miklós (1936-) éveken át a szombathelyi Markusovszky kórház sebészfőorvosa, Mézes Mihály (1934-) pedig szombathelyi belgyógyász.
A családból számos tanár, egyházi személy, orvos, gyógyszerész került ki.

## A család előnevei
Debreczeni:
Az előnév az 1610-es címeradománytól kezdődően használatos.
Rettegi:
Először Mézes András hadnagyot találjuk ezzel a predikátummal 1625-ben Doboka vármegyében, majd fiai is ezen előnévvel iratnak. (Bethlen Gábor és Brandenburgi Katalin okleveleiben, nemesi összeírásokban is ezzel az előnévvel fordul elő a család.

## Ajánlott irodalom
- Mézes Miklós: A kalászba szökkenő vetés.1991.
- Mézes Ádám: Debreczeni és Retteghi Mézes család. In: Nobilitas 2009. (szerk: Gudenus János József)
- Kádár József: Szolnok-Dobokavármegye monographiája I–VII. Közrem. Tagányi Károly, Réthy László, Pokoly József. Deés [!Dés]: Szolnok-Dobokavármegye közönsége. 1900–1901.
- Bunyitay Vincze: A váradi püspökség története alapításától a jelenkorig.1883.